# 復仇主義

阿爾伯特·貝坦尼爾繪於1887年的油畫《黑色的污點》，描繪了一名法國教師正在教授法國孩童不要忘記阿爾薩斯-洛林地區正被德國占領

复仇主义意指透过政治运动，向一个国家收复于战争后所失去的领土之行为，可在战争完结多年后发生。一般而言，复仇主义的萌芽，是基于挽回民族尊严、重建报复者地缘政治之影响，或是借助打败敌人获得经济利益。极端复仇主义的思想，经常带有鹰派色彩，多数认为收复失地只能够以武力解决，此谓「以牙还牙」。

## 詞源
复仇主义源于法语名词  ，意指复仇。该词从1870年代普法戰爭法国战败后开始被广泛使用，最初代指法国民族主义者要求收回阿爾薩斯-洛林的思潮。

## 法國

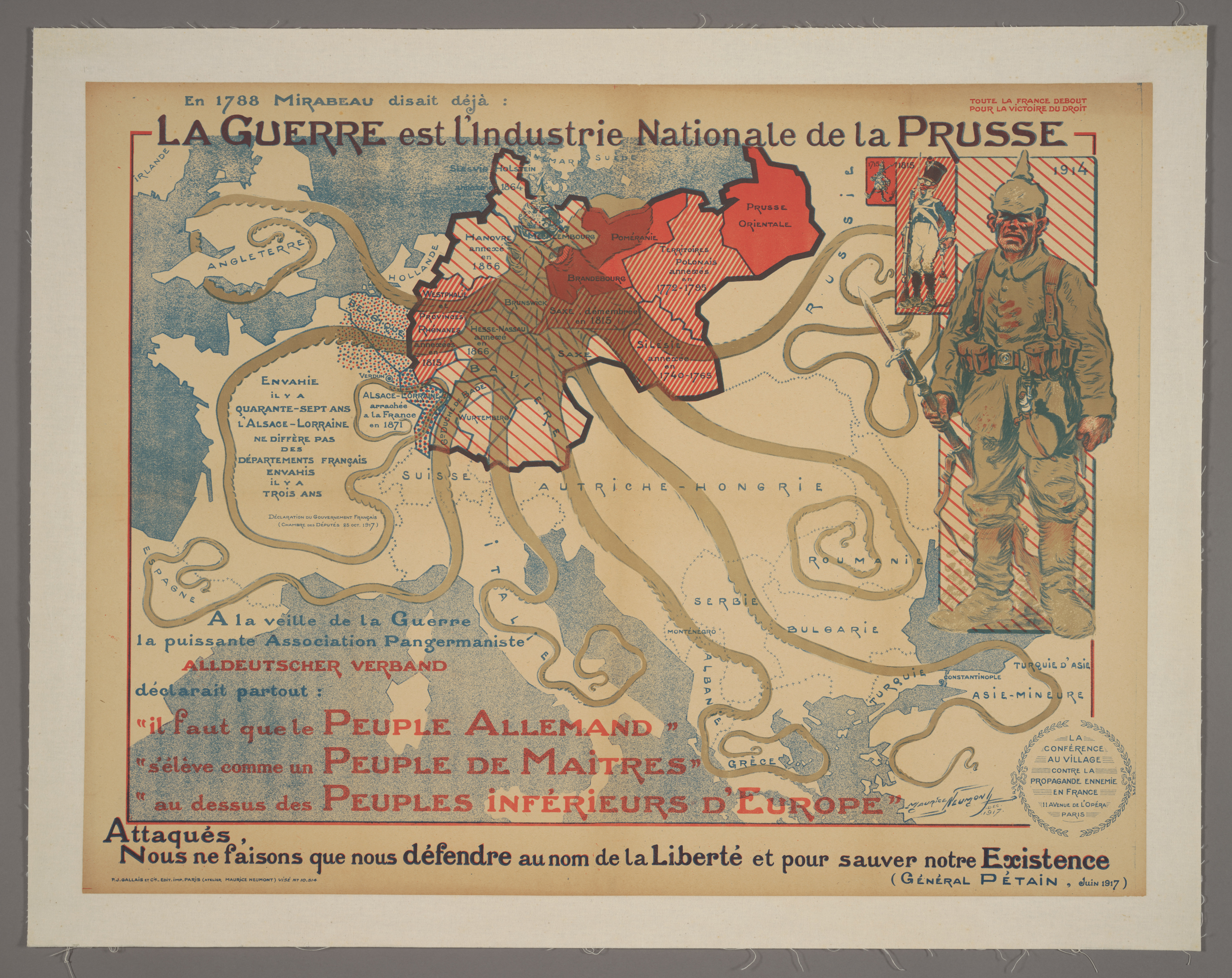
一張1917年的法國宣傳海報，將普魯士描繪成一隻章魚，它伸出觸鬚爭奪控制權。

复仇主义的經典例子是法國，1871年普法战争后法国被迫割让阿尔萨斯-洛林予德国，新成立的法兰西第三共和国大部分共和派政治人物声言要一雪前耻，收回失地。復仇主義氣氛在法國社會中流行，當時強調戰敗屈辱的畫作很受歡迎，例如阿爾方斯-瑪麗-阿道夫·德諾伊維爾（Alphonse-Marie-Adolphe de Neuville）的畫作。受这种思想响使法国努力寻求盟友，促成1894年的法俄同盟，以及后来的三国协约。这是第一次世界大战爆发的最早原因。法國的復仇主義影響了第一次世界大戰結束後1919年的凡爾賽條約，該條約將阿爾薩斯-洛林歸還給法國，並向戰敗的德國索取賠款。凡爾賽條約又導致德国的復仇主義情緒升溫。

## 波蘭
在20世紀20年代和30年代，波蘭曾試圖收回被德國、俄羅斯和奧匈帝國占領的「波蘭民族土地」。

## 丹麦
普鲁士与丹麦曾经因石勒苏益格与荷尔斯泰因的统治权问题，引起了第一次石勒苏益格战争（1848年至1851年）及第二次石勒苏益格战争（1864年；也称为德丹战争）。

## 德國

第一次世界大戰後歐洲領土變化地圖（截至 1923 年）

当时的魏玛共和国声言要夺回但泽、波森省、阿尔萨斯-洛林、苏台德地区及其他被认为应属于德国的领土。这种思想具有明显的民族统一主义色彩，也是民意运动的一部分，与德国统一相关。

## 匈牙利

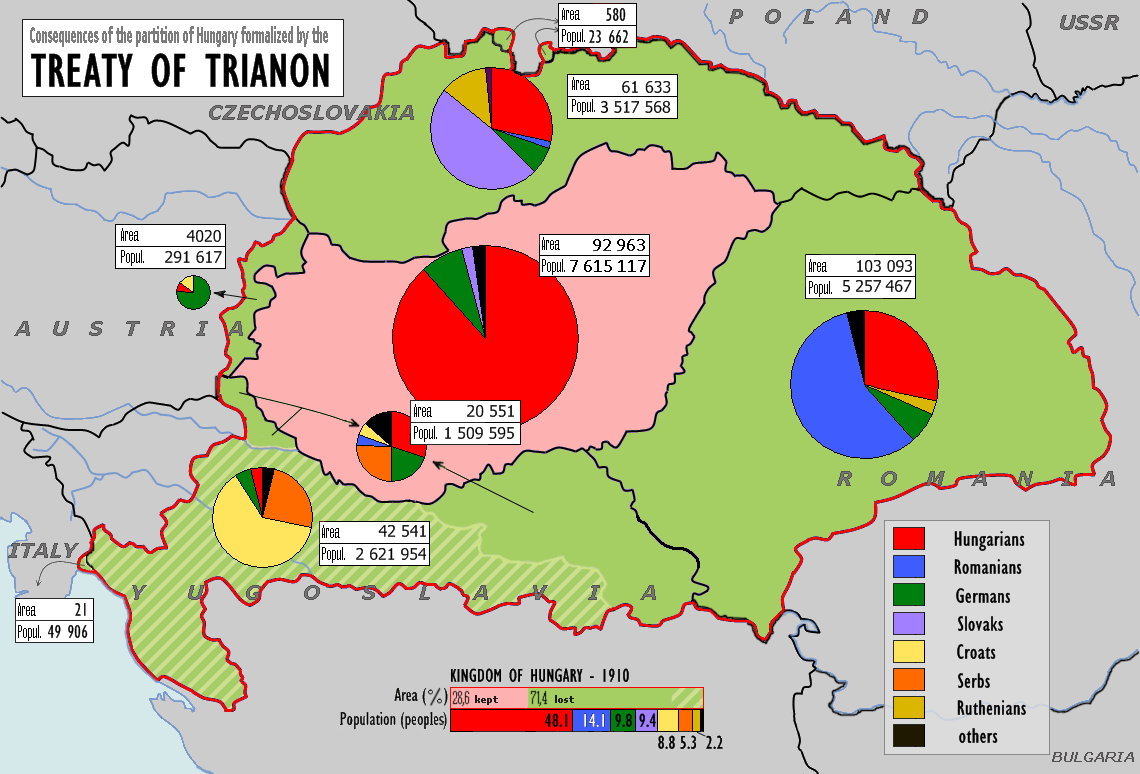
特里亞農條約：匈牙利王國失去了 72% 的土地和 330 萬匈牙利族人。

奧匈帝國於第一次世界大戰戰敗，被逼簽下《特里阿農條約》及割讓大量領土，許多匈牙利人因此成了其他國家的公民。這條約對至今的匈牙利依舊造成沉重傷痛，被稱為「特里亞農創傷」。根據2020年一項研究，三分之二的匈牙利人同意鄰國的部分地區應該屬於他們，尤其是有关割让特兰西瓦尼亚予罗马尼亚之事。

## 中国
俄罗斯曾吞并了包括外东北在内的大量中国领土。部分中国人主张收回这部分领土。在中国大陆发行地图中，会标注此部分地区的原名，如符拉迪沃斯托克会括注海参崴，萨哈林岛会括注库页岛等。

## 参看
- 东普鲁士
- 民族统一主义
- 卡累利阿问题（芬兰与俄罗斯领土问题）
- 收復失地运动（中世纪伊比利亚半岛的基督教王国尝试驱逐回教势力，夺回当地控制权之事）
- 石勒苏益格
- 漢摩拉比法典
- 國光計畫
- 占有保持原则（拉丁文名词Uti possidetis，意为“正如你所拥有的”；或是占有地保持原则；此概念经常与有效原则＜Principle of Effectivity＞相提并论）